# Chełmno
Chełmno (/ˈxɛu̯mnɔ/ⓘ Culm o Kulm, en alemán) es una localidad de Polonia situada en la orilla derecha del río Vístula y es capital de la región histórica homónima. Chełmno está a 40 km de Toruń, a 50 km de Bydgoszcz y a 140 km del mar Báltico. Desde 1999 pertenece administrativamente al Voivodato de Cuyavia y Pomerania. 
Antes de que los Caballeros Teutones iniciasen la misión de cristianizar a los pueblos bálticos, Chełmno pertenecía a la región de Kulmerland de la tribu de los prusianos.
Chełmno fue el primer asentamiento que tenían los Caballeros Teutones como misión de cristianizar. Después de cumplida esta, muchos colonos alemanes se asentaron y por esta razón 7 de cada 10 habitantes en la Edad Media eran de origen alemán. Debido a este suceso, la ciudad se empezó a llamar Culm. 
En la Edad Media se inició la construcción de la universidad de la ciudad. Que fue la segunda más antigua del reino de Polonia, después de la universidad de Cracovia, Uniwersytet Jagielloński. Siglos más tarde la universidad no tuvo tanto renombre y fue desapareciendo.
Culm fue el nombre original en alemán de la ciudad, utilizado desde el asentamiento en ella de los Caballeros Teutones, y su posterior desarrollo dentro de la Liga Hanseática. Tras siglos de jurisdicción polaca, en los que fue conocida como Chełmno, quedó bajo administración de Prusia en 1772, pasando en 1872 a denominarse Kulm, nombre que recuperó durante la ocupación alemana de Polonia en la Segunda Guerra Mundial.

## Etimología
El nombre de Chełmno proviene de un grupo de pequeñas montañas (nueve según el escudo) alrededor del río Vistula; significa “una colina”.

## Historia
Chełmno en los tiempos de los romanos, era un asentamiento de unos dos mil quinientos años situado en el camino que comunicaba a otros asentamientos de la cultura lusaciana. El primer asentamiento, conocido como la montaña de San Lorenzo (Góra Świętego Wawrzyńca), fue una población estratégica de los primeros eslavos, según los cementerios encontrados en Kaldus (Kałdusie). 

### Edad Media
La catedral actual está edificada en los restos de la basílica del arte románico del siglo XI. En ese siglo, los Piast (la dinastía de los primeros reyes polacos) construyeron en Chełmno una importante fortificación, delimitando posiblemente las fronteras del norte de su reino. La ciudad, trasladada al lugar del pueblo Starogród en el siglo XI-XII, fue posiblemente la primera fortificación de la zona. 
A principios del siglo XIII, en 1222-1223, los príncipes polacos Wladyslaw Odonic (Wielkopolska o Gran Polonia), Konrad Mazowiecki (príncipe de Mazovia), Mściwój I (príncipe de Gdansk), Leszek Biały (príncipe de Cracovia) y Henryk Brodaty (príncipe de Silesia) intentaron cristianizar las regiones de Prusia. Las misiones fueron llevadas a cabo en el convento de la Orden del Císter, en Łeknie, y la Orden de los Hermanos Dobrzyñski. Como dichas acciones no tuvieron éxito, el papa en 1226 al príncipe de Mazovia Konrad Mazowiecki invitó a la Orden de los Caballeros Teutones a establecerse en la zona ofreciendo en alquiler las tierras de Chełmno y Michalowo.
En 1228 la Orden de los Caballerons Teutones eligieron a Chełmno como su centro de operaciones en la zona y la capital de su Orden entre 1230 y 1250. Entre 1236 y 1251 se estableció la diócesis de Chelmno y el 28 de diciembre de 1233, junto con Torun, Chełmno recibió los fueros o la carta puebla. El modelo de dichos derechos fue la base para los de otras doscientas ciudades al este de Chełmno en la zona de Pomerania Oriental y Mazovia. Los alemanes bautizaron la ciudad como Kulm (en latín: Culm), y las leyes de la carta puebla se llamaron Leyes de Kulm. 
A mediados del siglo XIII, a pesar de haberse incorporado a la Liga Hanseática, Chełmno nunca tuvo tanta importancia como Toruń.

### Edades Moderna y Contemporánea
La caída de la importancia de la ciudad es notable desde el siglo XVIII, cuando pasó de manos polacas a las alemanas. 
En la Primera Partición de Polonia en 1772, Chełmno fue incorporado al Reino de Prusia. Federico el Grande fundó en 1775 una Academia de Cadetes.[7] En época de Napoleón Bonaparte, entre 1807 y 1815, Chełmno formó parte del Ducado de Varsovia. Después del Congreso de Viena, fue parte de Prusia entre 1815 y 1920.
Desde su fundación, la ciudad presenció tensión entre los alemanes (más tarde, principalmente protestantes) y polacos (católicos). La población se mezcló con todas las oportunidades y los conflictos que en él figuran. En 1905, la población era de 11 665 habitantes, de los cuales 5131 eran alemanes y 6534 polacos, siendo estas cifras estimadas por el alcalde. Sin embargo, en estas estadísticas las familias germano-polacas se incluyeron oficialmente entre la población alemana.[cita requerida]

## Edificios históricos

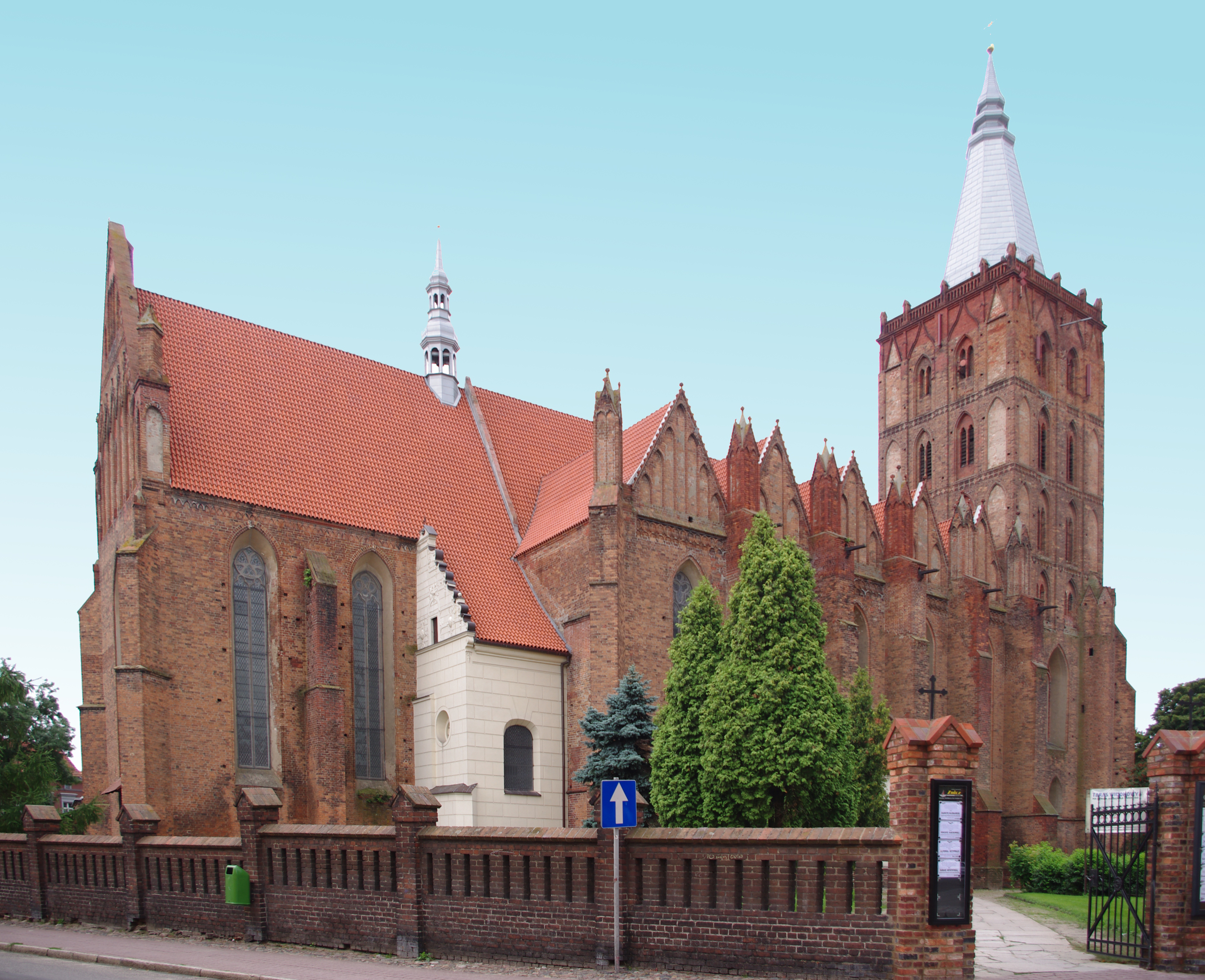
Iglesia de la Inmaculada Concepción

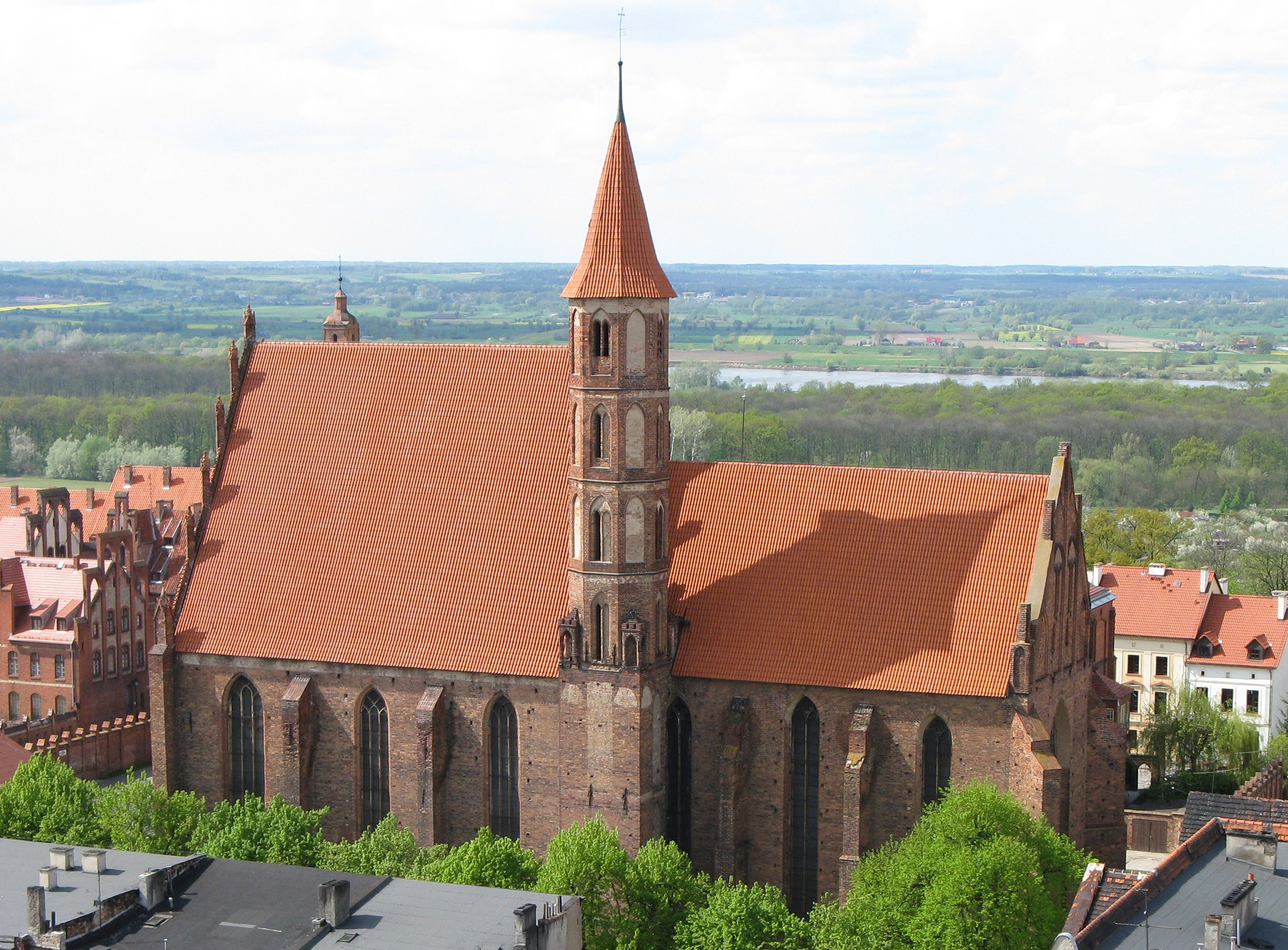
Iglesia de San Jacobo y San Nicolás

Chełmno es una ciudad bastante rica en edificios históricos como por ejemplo sus siete iglesias góticas, una arquitectura medieval del centro, la totalidad de la ciudad amurallada, el ayuntamiento barroco en la plaza, y numerosas casas de los siglos XVIII hasta XIX. Chełmno fue incluido en el registro de Los Monumentos de la Historia, el 20 de abril de 2005 del gobierno polaco. Muchos edificios de Chełmno están incluidos en la Ruta Europea del Ladrillo Gótico, que pertenecen al gótico báltico (EuRoB) como por ejemplo:
- Ayuntamiento renacentista de los años 1567-72 y 1584-96, edificado partiendo del anterior edificio gótico del siglo XIII. Es uno de los edificios más valiosos de la era del renacimiento en el norte de Polonia.
- La iglesia de San Jacobo y San Nicolás (Kościół św. Jakuba i św. Mikołaja).
- Fragmento de las murallas con torre de la vigilancia en Chełmno.
- Iglesia de la Inmaculada Concepción, construida en dos etapas entre 1280-1320.
- Antigua iglesia franciscana de San Jacobo y San Nicolás, con tres naves con el presbiterio de finales del siglo XIII hasta principios del siglo XIV.
- Antigua iglesia gótica de los padres dominicos de San Pedro y San Pablo.
- Convento femenino de la Misericordia, antiguas cistercienses, y después benedictinas, con una iglesia de Juan Bautista y Evangelista, con un rico interior de los siglos XVI-XVII. En el terreno del convento se encuentra la antigua torre de Marseburg de entrada a la ciudad.
- Iglesia de Espíritu Santo, construida entre 1280-1290 en ladrillo rojo, con un techo de madera, siendo al principio una iglesia del hospital local.
- Capilla de San Martín.
- La torre de entrada de Grudziadz (Graudenz) de finales del siglo XIII, con una capilla adherida del siglo XVII.
- Un sistema de murallas con sus torres de vigilancia de la ciudad en su casi totalidad (uno de los más largos en Polonia).
- Un edificio barroco de la Academia de Culm (Academia Chełmińskiej) reformado en el siglo XIX.
- Antigua oficina de Correos de finales del siglo XVII, reformada a mediados del XIX y en 1911.
- Almacén de armas del 1811, reformado en 1885.
- Casa de los Cywinski (Kamienica Cywińskich), edificio gótico, de la segunda parte del siglo XIII, reformada en 1570 y actualizada al estilo clásico, con fragmentos de esculturas.
- Guarnición y escuela del cuerpo de cadetes del 1776.
- Casa barroca de la segunda parte del siglo XVIII en la calle Grudziądzka 36.
- Almacenes de trigo de los siglos XVIII y XIX de la calle Podmurna 7.

## Religión
Chełmno durante toda su historia ha tenido población católica y población protestante, por esta razón podemos observar diversas iglesias católicas y protestantes. 
Las dos siguientes iglesias son aquellas que existieron pero que ahora ya no existen:
- Iglesia de Espíritu Santo
- Conjunto del convento de las Hermanas de la Misericordia - Zespół klasztorny Sióstr Miłosierdzia.

Las siguientes iglesias y organizaciones religiosas están activas en Chełmno en actualidad:

### Iglesias católicas
- Parroquia de Inmaculada Concepción ("Fara")
- Parroquia de San José  ("Pallotyni")
- Iglesia de MB, la Virgen de Częstochowa (Częstochowskiej "Garnizonowy")
- Agrupación de Padres Misioneros (Zgromadzenie Księży Misjonarzy)
- Hijas de la caridad de San Vicente de Pablo (Zgromadzenie Sióstr Miłosierdzia Wincentego à Paulo)
- Hijas de la Sagrada Familia (Zgromadzenie Sióstr Misjonarek Św. Rodziny)

### Iglesias protestantes
- Iglesia Adventista del Séptimo Día (Kościół Adwentystów Dnia Siódmego)
- Iglesia Pentecostés (Kościół Zielonoświątkowy)

### Otros
- Testigos de Jehová (Chrześcijański Zbór Świadków Jehowy)

## Ciudad hermanada
- Hann (Alemania)